# 수전 이건

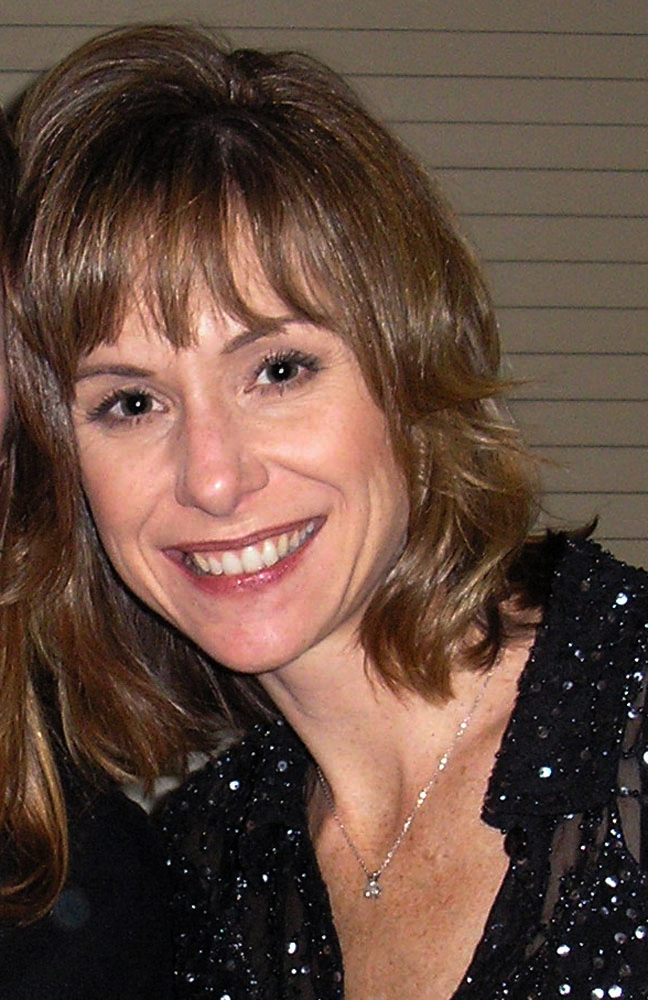

수전 이건(영어: Susan Egan, 1970년 2월 18일 ~ )은 미국의 배우, 성우, 가수이다. 주로 애니메이션 성우로 활동했는데, 대표적으로 디즈니 애니메이션 《헤라클레스》에서 메가라 역이 있다.
실비치에서 태어났다.

## 영화
- 더 써드 위시 (2005년)
- 올모스트 가이스 (2004년)
- 완벽한 그녀에게 딱 한가지 없는 것 (2004년)
- 고타 킥 잇 업! (2002년)
- 레이디와 트램프 2 (2001년)
- 센과 치히로의 행방불명 (2001년)
- 갤럭시 퀘스트 (1999년)
- 헤라클레스 (1997년) - 헤라클레스의 연인 멕/메가라 목소리 역
- 더 드류 캐리 쇼 (1995년)
- 붉은 돼지 (1992년)